# Iddin-ahhe
Iddin-ahhe (akad. Iddin-aḫḫē) – wysoki dostojnik za rządów asyryjskiego króla Sennacheryba (704-681 p.n.e.), gubernator prowincji Dur-Szarrukin i eponim (limmu) w 693 r. p.n.e.. Należy go najprawdopodobniej identyfikować z jego imiennikiem, który był eponimem kilka lat później, w 688 r. p.n.e., pełniąc wtedy urząd gubernatora Simirry.